# شورش دستار زرد
شورش دستار زردها(شورش کلاه زرد ها)، نام یک قیام دهقانی است در ۱۸۴ پس از میلاد علیه امپراتور لینگ از سلسله هان شکل گرفت. این شورش نام خود را از رنگ پارچه‌ای که شورشیان به سر خود می‌بستند گرفته‌است. این طغیان با جوامع مخفی تائویست در ارتباط بود و به نقطهٔ عطفی در تاریخ تائویسم بدل شد.

## علل و نتایج شورش
دلیل اصلی این آشوب بحران کشاورزان بود؛ به‌علت قحطی بسیاری از دهقانان و نظامیان سابق در شمال کشور مجبور به مهاجرت به جنوب شدند، جایی که زمینداران بزرگ از مازاد نیروی کار سوء استفاده کرده و به مال اندوزی پرداختند. این وضعیت با طغیانهای رود زرد در مسیر پایینی آن وخیمتر شد. فشار بیشتری نیز از طریق افزایش مالیات به منظور تقویت استحکامات جاده ابریشم و پادگانها برای جلوگیری از تهاجم بیگانگان، بر دهقانان وارد آمد. در این شرایط بود که زمینداران و کشاورزان فاقد زمین مسلح شده و در صد و هفتادم زمینهٔ آغاز شورش مهیا شد.
همزمان، قدرت سلسله هان رو به افول گذاشته بود. قدرت زمینداران، قبل از اینهم یک مشکل حکومت بود، اما تا زمان شورش این خواجگان درباری بودند که از طریق نفوذ بر امپراتور قدرت زیادی به دست آورده و از آن در جهت ثروت اندوزی بهره می‌بردند. ده تن از قدرتمندترین این خواجگان گروهی موسوم به ده حاجب دائم را تشکیل داده و امپراتور نیز یکی از آنان (ژانگ رنگ) را به نام پدر صدا می‌زد. در نتیجه دربار عمیقاً در فساد و ناتوانی فرورفته و اضافه بر آن سیل‌ها و قحطی نیز به نشانهٔ فقدان تأیید آسمانی (فره ایزدی) امپراتور نالایق در نظر گرفته می‌شدند.
به دلیل هدف گروه شورشی دستار زرد به رهبری ژانگ جیائو که شروعی دوباره بود این آشوب به خطرناکترین دشمن خاندان حاکم تبدیل شد. ژانگ به منظور کسب آمادگی برای شورش، مریدان خود را برای به دست آوردن حمایت و سازماندهی مردم به شمال چین فرستاد. آن‌ها در راه آماده‌سازی مردم به وسیلهٔ سیاسیون ناراضی محلی و قحطی و مشکلات در میان کشاورزان تهییج شدند. آن‌ها همچنین متحدانی در خود دربار داشتند و کارمندان دولت نیز فعالیت‌های آنان را نادیده گرفته یا از سوی شورشیان تهدید می‌شدند.
ژانگ جیائو قصد آن را داشت که شورشیان همزمان علم طغیان را بردارند، اما قبل از صدور دستور برای دست به سلاح بردن، نقشهٔ قیام لو رفت و عده‌ای از هواداران شورش در لیو یانگ دستگیر و اعدام شدند و در استانها نیز قیام زودتر از موعد مقرر در ماه دوم سال ۱۸۴ به راه افتاد. علی‌رغم آغاز پیش از موعد و در نتیجه فقدان هماهنگی لازم، ده‌ها هزار مرد سر به شورش برداشتند، دفاتر دولتی غارت و تخریب شدند و ارتش سلطنتی به حالت تدافعی واداشته شد.
فرماندهی سپاه امپراتوری در مبارزه با دستار زردها بر عهده لو ژی بود. او که از حمایت سرداران بزرگی چون هوانگفو سانگ و ژو جون برخوردار بود، توانست به پیشروی این شورشیان پایان دهد. اما بعدها با توطئه دونگ ژو، سرداری از ناحیه لیانگ، به بهانه‌ی ناتوانی در مقابله با ژانگ جیائو، محکوم و برکنار شد.
پس از برکناری او، هوانگفو سانگ و ژو جون به مبارزات خود ادامه دادند. در همان زمان بود که سائو سائو و لیو بی که در آینده وارثان آن دوره پر آشوب گشتند، لیاقت و توانایی خود را نشان داده و به ترتیب در مقام فرماندهی سواره نظام و فرماندهی نیروهای داوطلب مردمی، به شهرت بسیاری دست یافتند.
در آخر با شکست و کشته شدن برادران ژانگ جیائو، که حکم دو بازوی او را داشتند، او نیز از آرزوی دیرینه خود یعنی دستیابی به آسمانی زرین دست کشید، و با پایان دادن به زندگانی خود، کار شورش دستار زردها به پایان رسید. اگرچه در آینده نیز برخی با این عنوان دست به شورش زدند، اما هیچ‌کدام به توفیقی دست نیافتند.
کمتر از پنجاه سال پس از نابودی ژانگ جیائو، پیش بینی او مبنی بر سرآمدن عمر سلسله هان تحقق یافت. اما نه به دست دستار زردها، بلکه به دست خاندان سائو، که سال ها در جامه خادمان هان، ترکیب دربار امپراتوری را به نفع خود تغییر داده بود.